# Chiến dịch Sinyavino (1942)
Chiến dịch tấn công Sinyavino là một chiến dịch quân sự xảy ra trong Chiến tranh Xô-Đức, do Hồng quân Liên Xô tổ chức nhằm tấn công vào quân đội Đức Quốc xã. Mục tiêu của chiến dịch là phá vỡ vòng vây trên bộ của quân Đức đối với thành phố Leningrad và thiết lập một đường tiếp tế trên bộ đối với thành phố này. Cùng lúc đó, phía Đức cũng đang âm thầm chuẩn bị một chiến dịch mang tên là "Ánh sáng phương Bắc" (tiếng Đức: Nordlicht) với mục tiêu đánh chiếm Leningrad và liên kết với quân Phần Lan ở phía Bắc. Để chuẩn bị cho trận đánh hạ gục Leningrad, nhiều đơn vị quân với trang bị nặng đã được chuyển từ phía Nam lên tăng cường cho Cụm Tập đoàn quân Bắc, trong đó có nhiều binh lực vừa mới tham gia trận đánh ở Sevastopol hồi tháng 7 năm 1942. Cả hai phe Đức và Liên Xô đều không biết gì về kế hoạch tấn công của đối phương, vì vậy những gì xảy ra trong trận Sinyavino đều diễn biến theo hướng hoàn toàn khác so với dự kiến của cả hai bên.
Trận đánh ở Sinyavino bắt đầu vào ngày 19 tháng 8 khi Phương diện quân Leningrad nổ súng tấn công từ phía Tây; sau đó đến ngày 27 tháng 8 thì Phương diện quân Volkhov cũng bắt đầu khởi binh. Từ ngày 28 trở đi, phía Đức buộc phải tung lực lượng dự trữ vốn dành cho chiến dịch "Ánh sáng phương Bắc" để chặn đứng đòn tấn công của quân đội Liên Xô. Ban đầu, các đợt phản công của quân Đức thất bại, nhưng đà tiến công của phía Liên Xô cũng bị chững lại, và suốt 10 ngày mặt trận lâm vào tình thế cù cưa. Cuối cùng, vào ngày 21 tháng 9, quân Đức sau khi được tăng viện đáng kể đã tung một đợt phản công mạnh vào quân đội Liên Xô, và sau 5 ngày chiến đấu dữ dội đã cắt đứt và bao vây một khối quân lớn của phương diện quân Volkhov. Cho đến ngày 10 tháng 10, quân đội Liên Xô bị đẩy lui về tuyến xuất phát, tuy nhiên số quân Liên Xô bị vây vẫn tiếp tục kháng cự kiên cường cho đến ngày 15 tháng 10.
Kết quả cho thấy đợt tấn công của quân đội Liên Xô đã hoàn toàn thất bại, tuy nhiên quân Đức cũng chịu thiệt hại quá nặng đến mức họ phải chuyển sang thế phòng ngự và không thể tấn công Leningrad như dự kiến. Vào tháng 11 năm 1942, một phần binh lực của Cụm Tập đoàn quân Bắc bị điều xuống phía Nam để chiến đấu ở Stalingrad và vì vậy, trước tình hình thiếu hụt binh lực, kế hoạch "Ánh sáng phương Bắc" chính thức bị hủy bỏ.

## Bối cảnh
Thành phố Leningrad bị quân đội phát xít Đức tấn công vào đầu mùa thu năm 1941 và đến ngày 9 tháng 8 năm đó, quân Đức và Phần Lan đã bao vây thành phố, cắt đứt mọi con đường tiếp tế trên bộ cho Leningrad và những vùng phụ cận. Tuy nhiên, mọi nỗ lực nhằm hạ gục thành phố đều bị đập tan và người dân và binh sĩ trong thành Leningrad vẫn nhận được tiếp tế qua một "con đường Sống" ở hồ Ladoga, có thể bằng tàu thủy, bằng những đường ống dẫn dầu và khí đốt, hoặc bằng những đoàn xe tải chạy qua mặt hồ đóng băng vào mùa Đông. Trong lúc đó, vào ngày 4 tháng 7 năm 1942, Chiến dịch Krym-Sevastopol kết thúc với việc quân Đức đánh chiếm Sevastopol và Tập đoàn quân số 11 của Đức tại đây đã có thể rảnh tay để tác chiến ở những khu vực khác. Vì vậy, Hitler quyết định sẽ đem lực lượng này lên phía Bắc để tham chiến ở Leningrad.
Về phía Liên Xô, họ cũng đang tích cực chuẩn bị lực lượng để phá vỡ vòng vây ở Leningrad. Tuy không thể bóp chết đượd thành phố, vòng vây của quân phát xít đã gây ra những thiệt hại nặng nề về người và tài sản. "Con đường sống" băng qua hồ Ladoga cũng không phải là giải pháp lâu dài vì nó thường xuyên bị không quân Đức đánh phá. Trong năm 1942, quân đội Liên Xô đã tổ chức một vài đợt tấn công nhằm giải vây cho thành phố nhưng thất bại. Trong đó, thảm họa ở Lyuban đã tập đoàn quân xung kích số 2 bị bao vây và tiêu diệt toàn bộ. Bất chấp tất cả những khó khăn và thất bại liên tiếp đó, quân đội Liên Xô vẫn tiếp tục chuẩn bị binh lực cho một đợt tấn công mới vì hơn ai hết họ hiểu rõ tầm quan trọng to lón của việc mở một con đường tiếp tế cho thành phố Leningrad.

## Địa hình và tình hình mặt trận
Khu vực phía Nam hồ Ladoga là một vùng nhiều rừng và đầm lầy dày đặc gần hồ, đặc biệt hiện diện nhiều bãi than bùn. Thêm vào đó, rừng rậm đã hạn chế đáng kể tầm nhìn của binh sĩ. Tất cả các yếu tố đó gây nhiều khó khăn cho việc triển khai và vận động các lực lượng pháo binh và thiết giáp của đôi bên, tạo ra tình thế dễ thủ khó công. Một trong những vị trí then chốt tại khu vực là điểm cao Sinyavino với chiều cao 150 mét so với khu vực bằng phẳng xung quanh. Đây cũng chính là một trong những nơi hiếm hoi có đất nền khô ráo và cùng cấp tầm nhìn tốt cho những ai chiếm giữ nó. Do mặt trận không thay đổi gì nhiều kể từ khi quân Đức xiết vòng vây ở Leningrad, người Đức đã tận dụng sự tĩnh tại này để thiết lập một hệ thống phòng thủ dày đặc và vững chắc bao gồm nhiều hỏa điểm mạnh liên kết với nhau bằng các chiến hào và được bảo vệ bởi nhiều vật cản cùng hỏa lực pháo binh và súng cối phối hợp chặt chẽ với nhau.

## Binh lực và kế hoạch

### Quân đội Liên Xô
- Phương diện quân Volkhov[11] (tư lệnh: Đại tướng K. A. Meretskov)
  - Tập đoàn quân xung kích số 2 (trung tướng V. Z. Romanovsky, bao gồm sư đoàn bộ binh số 327, lữ đoàn bộ binh số 6 và lữ đoàn xe tăng số 4
  - Tập đoàn quân số 8 (trung tướng F. N. Starikov)
    - Quân đoàn bộ binh cận vệ số 6, bao gồm các sư đoàn bộ binh số 128, 191, các sư đoàn bộ binh cận vệ số 3, số 19, số 24 và lữ đoàn xe tăng số 122.
    - Quân đoàn bộ binh cận vệ số 4, bao gồm sư đoàn bộ binh số 259, các lữ đoàn bộ binh số 22, 23, 32, 33, 53, 137, 140, lữ đoàn xe tăng số 98[12].

  - Tập đoàn quân không quân số 14[13] (trung tướng không quân I. P. Zhuravlyov
- Phương diện quân Leningrad (tư lệnh: Trung tướng pháo binh L. A. Govorov)
  - Lực lượng tác chiến đặc biệt Neva (thiếu tướng D. N. Gusev)[Gc 1]
  - Tập đoàn quân số 50 (trung tướng V. P. Sviridov)
  - Tập đoàn quân không quân số 13 (trung tướng không quân S. D. Rybalchenko)

Trong suốt năm 1942, quân đội Liên Xô đã tổ chức nhiều đợt tấn công nhằm giải vây cho Leningrad, nhưng đều không thành công. Cho đến sau chiến dịch Lyuban, nằm giữa Phương diện quân Leningrad và Phương diện quân Volkhov là một cái "cổ chai" với chiều sâu chỉ 16 kilômét (9,9 mi). Mục tiêu của cuộc tấn công là phá vỡ cái "cổ chai" 16 km ấy để hai phương diện quân gặp nhau và hình thành một hành lang trên bộ nối liền Leningrad với vùng nội địa Liên Xô. Trong thời điểm đó, binh lực của Phương diện quân Leningrad yếu hơn, cho nên đòn tấn công chính do Phương diện quân Volkhov đảm đương, còn Phương diện quân Leningrad chỉ thực hiện các đòn tấn công cục bộ nhằm chiếm giữ các bàn đạp vượt sông Neva. Lực lượng dẫn đầu cuộc tấn công của Phương diện quân Volkhov là Tập đoàn quân số 8, tiếp theo sau là Quân đoàn cận vệ số 4 và Tập đoàn quân xung kích số 2 đi sau cùng.
Hiểu được địa hình phức tạp của chiến trường cũng như hệ thống phòng ngự vững chắc của quân địch, lần ra quân này quân đội Liên Xô được trang bị kỹ lưỡng hơn rất nhiều. Tập đoàn quân số 8 được tăng cường thêm rất nhiều pháo và xe tăng. Trung bình, mỗi sư đoàn ở hàng đầu được tăng cường một lữ đoàn xe tăng, một vài trung đoàn pháo binh và 1-2 trung đoàn hỏa tiễn Katyusha. Điều này giúp cho quân đội Liên Xô có thể triển khai 60-100 khẩu pháo và 5-9 xe tăng trên một km chính diện mặt trận ở hướng tấn công chính. Đồng thời, bộ binh cũng được trang bị một số lượng lớn súng tiểu liên PPD-40 và PPSh-41. Lực lượng công binh được phối thuộc cho từng trung đoàn pháo binh, có tác dụng làm tăng khả năng cơ động binh lực.

### Quân đội Đức Quốc xã
- Cụm Tập đoàn quân Bắc (tư lệnh: Thống chế Georg von Küchler)
  - Tập đoàn quân số 18 (trung tướng kỵ binh Georg Lindemann)
    - Quân đoàn số 26, bao gồm các sư đoàn bộ binh số 223 và 227.
    - Quân đoàn số 1, bao gồm sư đoàn bộ binh số 96
    - Quân đoàn số 28, bao gồm sư đoàn bộ binh số 121, sư đoàn sơn cước số 5 và sư đoàn bộ binh nhẹ số 28.

  - Tập đoàn quân số 11 (thống chế Erich von Manstein) (viện binh, đến vào ngày 28 tháng 8)
    - Quân đoàn số 30, bao gồm các sư đoàn bộ binh số 170, 24, 132 và 12, sư đoàn sơn cước số 3.

  - Tập đoàn quân không quân số 1[13] (thượng tướng không quân Alfred Keller)
    - Sư đoàn không quân số 1
      - Không đoàn 54
      - Không đoàn 77

Kế hoạch đánh chiếm Leningrad vào giai đoạn xuân-hè 1942 được Bộ Tư lệnh tối cao quân đội Đức Quốc xã (OKW) phác thảo lần đầu qua chỉ thị số 41 vào ngày 5 tháng 4 năm 1942. Theo chỉ thị này, việc đánh chiếm Leningrad ở phía Bắc và thọc sâu vào khu vực Kavkaz ở phía Nam sẽ là hai mục tiêu chính trong chiến dịch mùa hè 1942 ở mặt trận Xô-Đức.
| “                       | Trong khi Cụm Tập đoàn quân Trung tâm tổ chức các chiến dịch ghim giữ, phải đánh chiếm Leningrad và nối liền với quân Phần Lan ở phía Bắc, còn ở cánh Nam, phải xuyên phá đến vìng Kavkaz, theo sát với mục tiêu ban đầu trong cuộc hành quân về phía Đông. | ” |
| — Chỉ thị số 4 của OKW, | |   |

Trong cuộc thảo luận với Hitler vào ngày 30 tháng 6 năm 1942, tư lệnh của Cụm Tập đoàn quân Bắc, thống chế Georg von Küchler đã trình cho Hitler một số phương án để hoàn thành mục tiêu đề ra của chỉ thị. Dựa theo kết quả của các cuộc thảo luận đó, Bộ Tư lệnh tối cao Lục quân Đức Quốc xã (OKH) đã bắt đầu điều các lực lượng pháo binh hạng nặng, bao gồm các trung đoàn pháo công thành Gustav, Dora và Karl sang hỗ trợ cho việc tiêu diệt các cứ điểm của Liên Xô và pháo đài Kronshtadt. Việc điều quân được hoàn tất vào ngày 23 tháng 7. Cùng hôm đó, Hitler ban hành chỉ thị số 45 yêu cầu Cụm Tập đoàn quân Bắc phải đánh chiếm Leningrad vào đầu tháng Chín. Kế hoạch tấn công được đặt tên là "Ngọn lửa ma thuật" (Feuerzauber). Theo dự kiến, đòn tấn công sẽ do Tập đoàn quân số 11 - vốn đang rảnh rỗi sau khi hoàn tất việc đánh chiếm Sevastopol - thực thi. Đồng thời, OKH cũng tăng cường thêm cho mặt trận này Quân đoàn không quân số 8 để hỗ trợ trên không. Vào ngày 30 tháng 7, chiến dịch được đổi tên thành "Ánh sáng phương Bắc" (tiếng Đức: Nordlicht).
Kế hoạch tấn công của phía Đức yêu cầu cần ba quân đoàn để xuyên phá được phòng tuyến của Hồng quân ở phía Nam Leningrad. Sau đó, một quân đoàn sẽ tiến công và cắt đứt Leningrad khỏi quân đội Liên Xô ở mặt Tây và mặt Nam, còn hai quân đoàn còn lại sẽ vòng qua phía Đông và tiêu diệt Hồng quân ở khu vực giữa sông Neva và hồ Ladoga. Khi các mục tiêu đó hoàn thành xong, quân Đức có thể đánh chiếm Leningrad mà không gặp phải sự kháng cự đáng kể nào.
Việc đánh chiếm thành công Leningrad sẽ giúp quân Đức giải phóng một lực lượng lớn ở đây và có thể thuyên chuyển chúng sang những khu vực khác cần thiết hơn - nhất là trong khoảng thời gian này quân Đức cũng đang chuẩn bị cho một cuộc tấn công vào phía Nam của Liên Xô. Tập đoàn quân số 11 của Đức, được điều lên phía Bắc, lúc này có binh lực tổng cộng 12 sư đoàn.

## Diễn biến

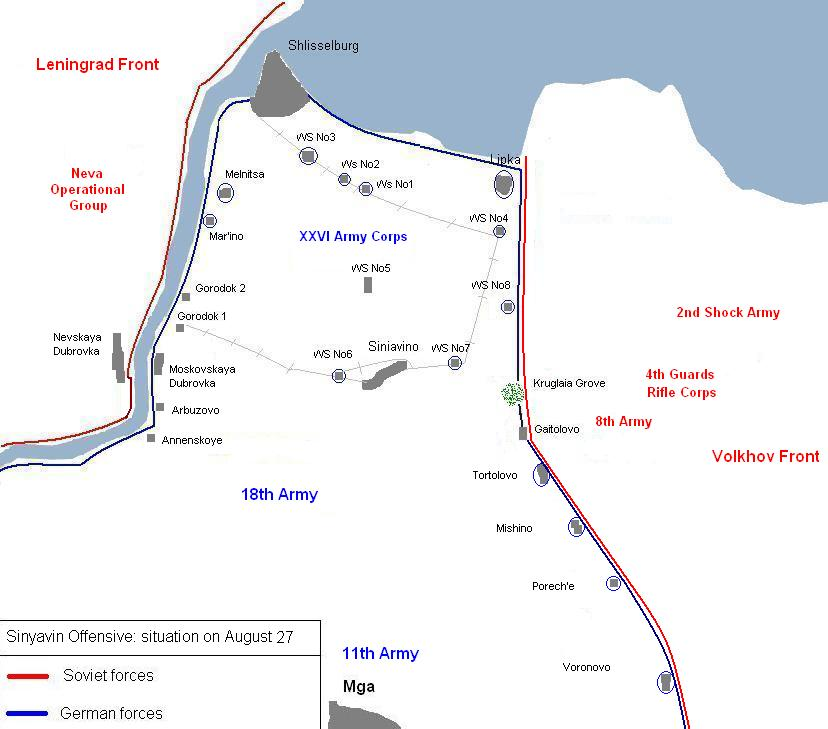
Tình hình mặt trận khi PDQ Leningrad tấn công, 19 - 26 tháng 8 năm 1942.

Như đã đề cập, quân đội Liên Xô lẫn quân đội Đức Quốc xã đều không biết gì về kế hoạch tiến công của đối phương. Phía Đức chỉ biết rõ mọi sự sau khi đợt tấn công lớn của Tập đoàn quân số 8 (Liên Xô) mở màn vào ngày 27 tháng 8. Điều này khiến tập đoàn quân số 11 và Quân đoàn không quân số 8 của Đức - vốn được giao nhiệm vụ tấn công Leningrad - phải hủy bỏ kế hoạch ban đầu và chuyển sang cứu nguy cho quân Đức đang bị tấn công. Tương tự, quân đội Liên Xô cũng không hề biết về việc điều chuyển Tập đoàn quân số 11 của Đức từ Krym đến khu vực Leningrad; họ tin rằng mình chỉ phải đối đầu với binh lực của Tập đoàn quân số 18. Chính vì vậy, Hồng quân đã mở đợt tấn công trong tình thế phải chịu bất lợi lớn về binh lực, điều mà họ không ngờ tới.

### Phương diện quân Leningrad tấn công (19-26 tháng 8)
Cuối cùng, người mở đòn tấn công trước là quân đội Liên Xô. Trận đánh mở màn với đòn tấn công của phương diện quân Leningrad ở phía Tây vào ngày 19 tháng 8, mặc dù các tài liệu Đức đưa ra con số ngày giờ muộn hơn. Do thiếu hụt về vũ khí, trang bị và nhân lực, phương diện quân Leningrad chỉ có thể chiếm giữ một số đầu cầu nhỏ trên bờ sông Neva nhằm giúp họ có thể nối liền với phương diện quân Volkhov sắp sửa tấn công từ mặt Đông. Cho đến tận lúc này, phía Đức vẫn coi nhẹ đòn tấn công của phương diện quân Leningrad vì trước đó họ đã tổ chức một số đợt tấn công tương tự vào tháng 7 và đầu tháng 8. Nhật ký ngày 19 tháng 8 của tướng Franz Halder miêu tả cuộc tấn công này chỉ mang tính chất cục bộ như thường lệ và vì vậy, quân Đức cũng chỉ tổ chức phòng ngự như thường lệ mà không thực thi những biện pháp phòng ngự nào khác.

### Phương diện quân Volkhov tấn công (27 tháng 8 - 9 tháng 9)

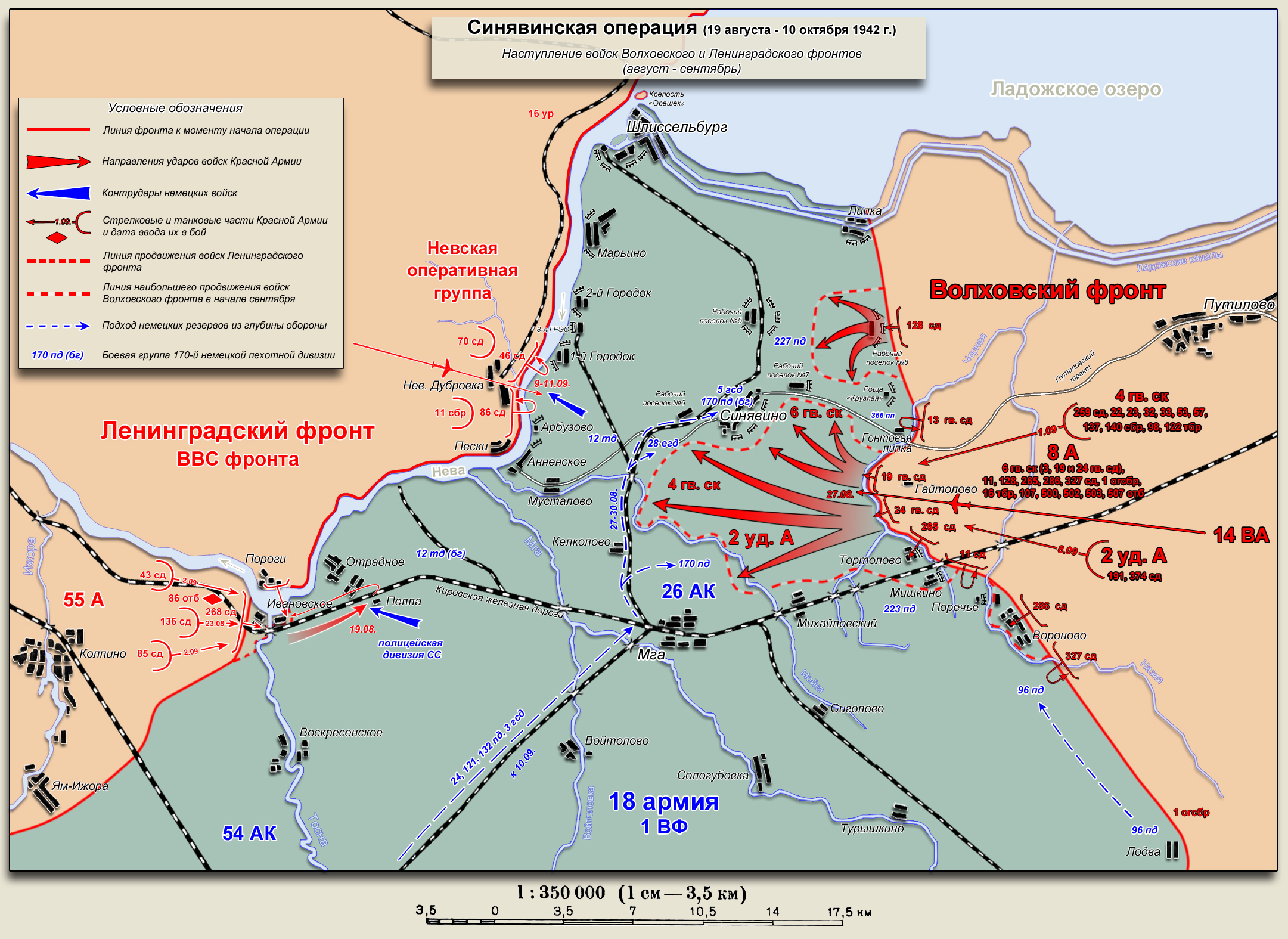
Tình hình mặt trận từ 19 tháng 8 đến ngày 10 tháng 10.

Phương diện quân Volkhov bắt đầu tiến công vào sáng sớm ngày 27 tháng 8. Do đã bí mật chuẩn bị một lực lượng đáng kể, họ đã đạt được ưu thế lớn về binh lực ở địa đoạn đột phá và khiến quân Đức bất ngờ. Tập đoàn quân số 8 (Liên Xô) đã đạt được thành quả lớn trong những ngày đầu tiến công và đã đập nát phòng tuyến đầu tiên của quân Đức, tỉ như tại vị trí của sư đoàn bộ binh số 223 (Đức), và tiến sâu đến 3 kilômét (1,9 mi) trong ngày đầu tiên. Tuy nhiên, những đợt tấn công đầu tiên nhằm mở rộng vào hai bên cạnh sườn đã thất bại do sự kháng cự quyết liệt của quân Đức tại đây. Phía Đức phản ứng bằng việc đưa sư đoàn sơn cước số 5 và sư đoàn bộ binh nhẹ biệt động số 28 - vốn dành cho chiến dịch "ánh sáng phương Bắc" sang giải nguy cho khu vực bị tấn công. Những đơn vị tiên phong của sư đoàn bộ binh số 170, vốn chỉ mới vừa đến Mga, cũng liền được tung vào mặt trận để chặn mũi công kích của quân Liên Xô. Thêm vào đó, Hitler cũng điều sư đoàn sơn cước số 3 sang khu vực Estonia thay vì đến Phần Lan bằng đường biển như dự kiến.
Vào ngày 29 tháng 8, lỗ thủng trên trận tuyến của quân Đức đã sâu tới 7 kilômét (4,3 mi). Nhằm tập trung đủ binh lực đột phá tới Sinyavino, quân đội Liên Xô đã tung các lực lượng ở thê đội thứ hai vào trận tuyến. Lúc này quân Đức cũng tăng cường thêm cho mặt trận sư đoàn thiết giáp số 12 và một phần của sư đoàn bộ binh số 86. Đây cũng là lần đầu tiên mà các xe tăng "Con hổ" hạng nặng của Đức tham chiến - chúng được phiên chế vào tiểu đoàn xe tăng số 502. Vào ngày 29 tháng 8 đã có 4 chiếc "Hổ" xuất hiện trên trận địa. Tuy nhiên các đợt phản kích do chúng tham gia đều thất bại do hai chiếc bị trục trặc giữa đường và động cơ của chiếc thứ ba bị sốc nhiệt.
Trong thời gian này, hỗ trợ về không quân của phía Đức được giao cho Sư đoàn không quân số 1 của Bộ tư lệnh Không quân phía Đông (Luftwaffenkommando Ost). Bộ tư lệnh tối cao Không quân Đức (Oberkommando der Luftwaffe) cũng triển khai vài không đoàn ra mặt trận nhằm hỗ trợ quân Đức phòng thủ trước những đợt ném bom dữ dội của không quân xô Viết. Các máy bay của không đoàn 54 và 77 đã cấp tốc bay thẳng ra chiến trường để đảm bảo ưu thế trên không của quân đội Đức tại đây. Mặc dù chiếm ưu thế 2 chọi 1 về binh lực, Tập đoàn quân không quân số 14 của Liên Xô lại không đạt được ưu thế trên không so với quân Đức tại đây. 42 máy bay của họ đã bị bắn hạ trong các trận không chiến vào ngày 1 và 2 tháng 9. Tình hình chiến đấu không khả quan khiến tinh thần các phi công bị sa sút, làm hiệu quả chiến đấu bị suy giảm. Việc này khiến I. V. Stalin rất giận dữ và đã hạ lệnh đem bất cứ phi không nào không chịu chiến đấu ra tòa án binh.
Vào ngày 5 tháng 9, chiều sâu đột phá của phương diện quân Volkhov đã tăng lên đến 9 kilômét (5,6 mi) và đó là điểm xa nhất mà họ tiến được trong trận chiến. Lúc này quân đội Liên Xô chỉ còn cách sông Neva có 6 kilômét (3,7 mi). Tuy nhiên mọi nỗ lực nhằm đánh chiếm điểm cao Sinyavino và các khu vực xung quanh đều không thành công trước sự kháng cự cứng rắn của quân Đức. Ở hai cánh, Hồng quân cũng đã hạ gục các cứ điểm của quân Đức tại khu công nhân số 8 và Mishino vào ngày 3 tháng 9, tiếp sau đó là Voronovo vào ngày 7. Tuy nhiên sau đó phía Liên Xô không thể tiến thêm được nữa và mặt trận rơi vào bế tắc. Nhằm tăng sức mạnh đột phá, thê đội số 3 (Tập đoàn quân xung kích số 2) được tung vào mặt trận, tuy nhiên một đợt phản kích của quân Đức vào cạnh sườn đã chặn đứng đòn tấn công của quân đội Liên Xô. Vào ngày 7 tháng 9, phương diện quân Vokhov rút 2 sư đoàn của Tập đoàn quân số 8 về hậu tuyến và thay thế chúng bằng một sư đoàn và một lữ đoàn xe tăng còn sung sức để tăng cường sức mạnh đột phá.

### Mặt trận bế tắc, 10-20 tháng 9
Trong suốt 10 ngày, mặt trận trở nên tĩnh tại và hai bên - dù đã mở một số đợt tấn công - không tiến được thêm một thước tấc nào. Trong thời gian này, phía Liên Xô quyết định chờ cho viện binh đến sau đó mới mở tiếp một đợt công kích mới, dự định sẽ tiếp tục đột phá được 7 kilômét (4,3 mi) còn lại để nối liền với phương diện quân Leningrad trong vài tuần tới. Tuy nhiên, để viện binh đến được tới nơi thì cần thời gian.
Về phía Đức, họ cũng quyết định đánh một lần dứt điểm luôn đòn tấn công của quân địch. Lúc này Manstein được Hitler ủy quyền cho việc chỉ huy toàn bộ quân Đức tại khu vực và ông ta dự tính sẽ cắt đứt và tiêu diệt số quân Liên Xô đang trú đóng tại khu vực cửa đột phá. Tuy nhiên, đợt phản công đầu tiên của quân Đức vào ngày 10 tháng 9 đã gặp phải hỏa lực pháo binh dữ dội cùng với những bãi mìn đầy đặc của Hồng quân, do vậy họ phải rút lui với tổn thất hết sức nặng nề. Trước tình hình đó, Manstein tạm dừng tấn công để xây dựng một lực lượng mạnh để đảm bảo đánh chắc thắng, trong khi đó số quân Đức đang trú đóng ở tiền tuyến cố gắng giữ vững phòng tuyến và ngăn chặn các đợt tấn công của Hồng quân.

### Quân Đức phản công (21 tháng 9-15 tháng 10)

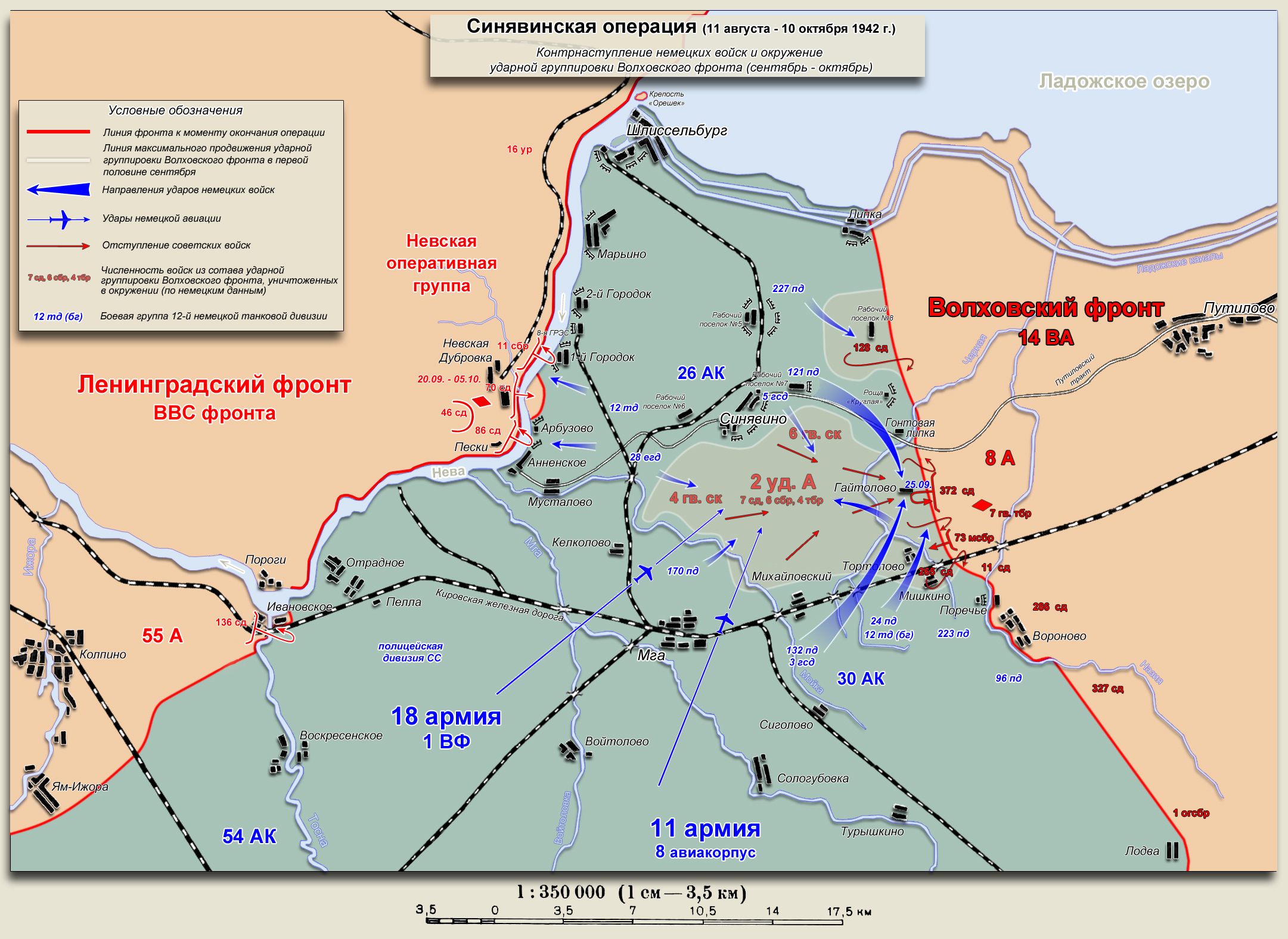
Đòn phản công của quân Đức.

Đòn phản công của quân Đức bắt đầu vào ngày 21 tháng 9. Binh lực tham gia cuộc phản công bao gồm 6 sư đoàn, với sư đoàn bộ binh số 121 đánh từ phía Bắc và các sư đoàn bộ binh số 24, 132, 170 đánh từ phía Nam. Các sư đoàn bộ binh nhẹ số 28 và sư đoàn sơn cước số 3 có nhiệm vụ găm giữ quân đối phương. Sư đoàn sơn cước số 5 bị thiệt hại quá nặng nên không đóng vài trò đáng kể trong cuộc phản công.
Đợt phản công lần này của quân Đức cũng gặp phải những vấn đề y hệt như quân đội Liên Xô trước đó. Địa hình khó khăn khiến đà tiến quân trở nên rất chậm và quân Đức chịu thương vong lớn. Mãi sau 5 ngày chiến đấu đẫm máu, vào ngày 25 tháng 9 hai mũi tấn công của quân Đức mới gặp nhau ở Gaitolovo, bao vây sư đoàn bộ binh cận vệ số 6 (của Tập đoàn quân số 8) và Tập đoàn quân xung kích số 2. Tiếp đó, quân Đức một mặt đánh chặn các đợt tấn công phá vây của phía Liên Xô, mặt khác liên tục oanh tạc số quân Liên Xô bị vây bằng đại bác và không quân. Cùng lúc đó, sư đoàn bộ binh nhẹ số 28 và sư đoàn thiết giáp số 12 cũng đánh bại các đợt tấn công của phương diện quân Leningrad nhằm mở rộng bàn đạp ở bờ Đông sông Neva.
Sau nhiều trận đánh đẫm máu, cuối cùng vào ngày 15 tháng 10, quân Đức cũng thanh toán xong khối quân Liên Xô bị vây và đánh chiếm lại những vùng đất bị mất trước kia, ngoại trừ một đầu cầu nhỏ vượt sông Neva ở gần Moskovkaya Dubrovka.

## Kết quả
Đối với Liên Xô, chiến dịch Sinyavino là một thất bại, tuy nhiên dù gì thiệt hại của họ thấp hơn rất nhiều so với những gì đã xảy ra ở Lyuban hồi tháng 6 và tháng 7 cùng năm - khi đó nguyên Tập đoàn quân xung kích số 2 bị bao vây và tiêu diệt với 33.000 binh sĩ bị bắt làm tù binh. Và, chỉ 3 tháng sau thất bại Sinyavino, Hồng quân đã mở chiến dịch Tia Lửa vào tháng 1 năm 1943 và lần này họ đã thành công.
Trận đánh tại Sinyavino cũng gây ra những ảnh hưởng tiêu cực đáng kể cho quân phát xít Đức, thậm chí còn nghiêm trọng hơn cả so với phía Liên Xô. Mặc dù cuộc tấn công của quân đội Liên Xô bi đập tan và Tập đoàn quân sô 18 đã khôi phục lại trận tuyến như ban đầu, tập đoàn quân số 11 của Đức đã phải gánh chịu thiệt hại rất nghiêm trọng về nhân lực cũng như vũ khí, trang bị. Tập đoàn quân số 18 cũng chịu những thiệt hại rất nặng nề, nhất là đối với sư đoàn bộ binh số 223 vốn hứng chịu đòn tấn công của quân đội Liên Xô ngay từ ngày đầu tiên của chiến dịch. Những thiệt hại nặng nề đó đã buộc Bộ Tư lệnh tối cao Lục quân Đức phải ra mệnh lệnh số 1 yêu cầu Cụm Tập đoàn quân Bắc phải chuyển sang phòng ngự trong suốt cả mùa Đông. Vào tháng 11, Hồng quân Liên Xô mở đợt phản công lớn ở Stalingrad khiến cho một bộ phận lớn binh lực của Cụm Tập đoàn quân Bắc phải bị điều xuống phía Nam, điều này khiến kế hoạch "Ánh sáng phương Bắc" của phía Đức chính thức bị hủy bỏ.

### Cước chú
1. ↑  Gusev là tham mưu trưởng của PDQ Leningrad. Ông chịu trách nhiệm giám sát lực lượng tác chiến đặc biệt Neva từ tháng 9 đến tháng 10 năm 1942.
2. ↑  Sự chênh vênh về ngày tháng này bắt nguồn từ việc Phương diện quân Volkhov tấn công muộn hơn rất nhiều (ngày 27 tháng 8). Còn phía Đức thì theo kế hoạch mãi đến ngày 14 tháng 9 họ mới khởi binh.[24]